# Trommen (film)
Trommen er en dansk børnefilm fra 1968 instrueret af Sune Lund-Sørensen og efter manuskript af Lise Roos.

## Handling
Nogle børn ønsker at dele glæden over at sneen er væk med en købmand, damen i chokoladebutikken og mælkemanden, ved at de skal spille på tromme. Det vil de ikke. Men måske vil parkbetjenten.
Filmen havde premiere som del af et børnefilmprogram i DSB Kino.
Lise Roos udgav i 1968 på forlaget Borgen i samarbejde med fotograf Gregers Nielsen en billedbog til filmen med samme titel.

## Medvirkende
- Birgitte Forchhammer, Line
- Nicolai Ussing Schmidt, Nicolai